# Chorkleidung

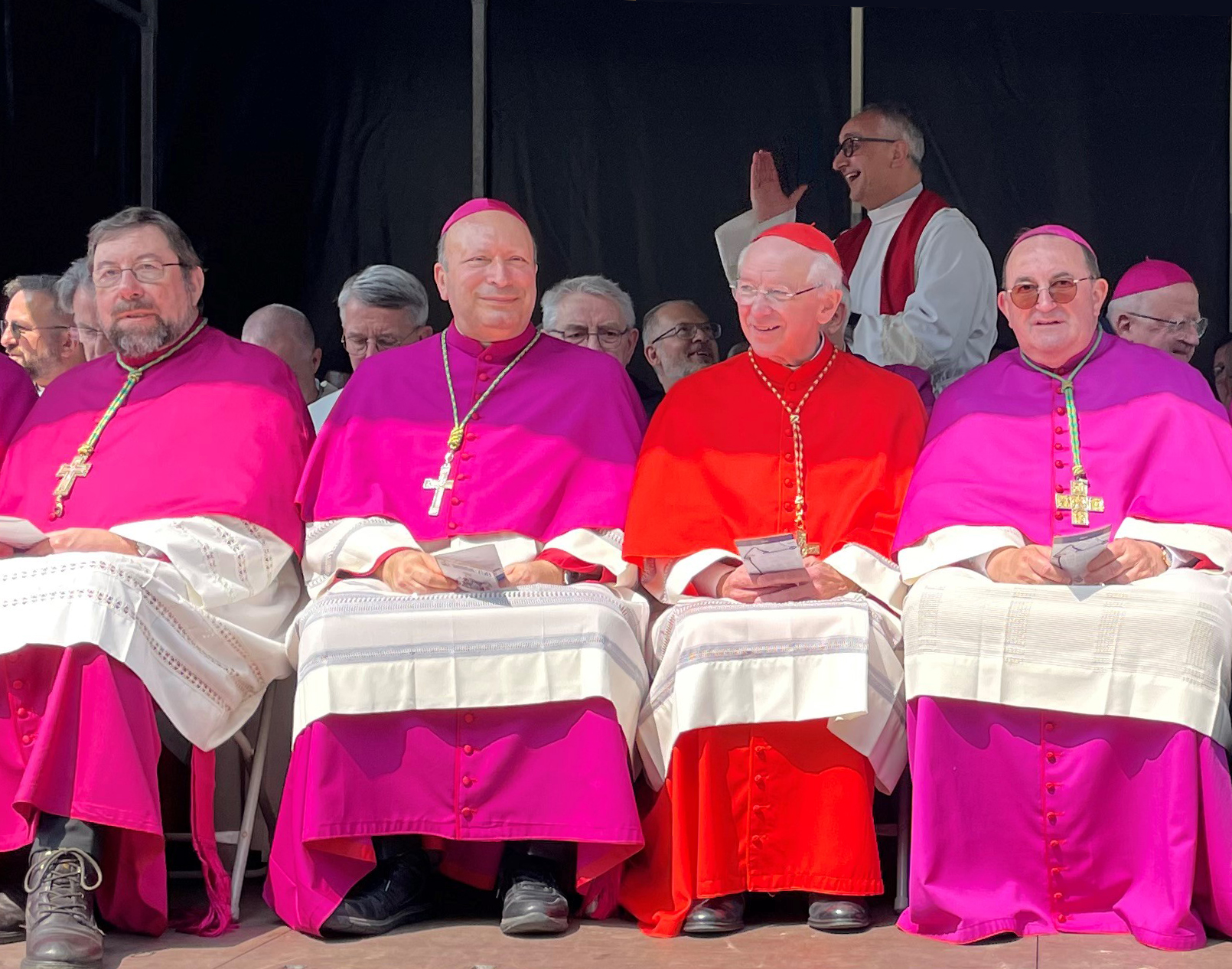
Jozef Kardinal De Kesel und drei Bischöfe in Chorkleidung (Belgien). V. l. n. r.: Jean-Pierre Delville, Bischof von Lüttich, Franco Coppola, apostolischer Nuntius in Belgien, Jozef Kardinal De Kesel und Guy Harpigny, Bischof von Tournai

Als Chorkleidung, Chorgewand oder Chortracht werden die Gewänder bezeichnet, die von kirchlichen Amtsträgern und liturgischen Diensten bei der Feier eines Gottesdienstes und bei sogenannten pia exercitia (etwa Prozessionen) getragen wird. Ausgenommen ist die Feier der heiligen Messe, bei der die Zelebranten und die assistierenden Diakone Messgewänder (Kasel bzw. Dalmatik) tragen. Die Chorkleidung kann ergänzt werden durch Insignien des jeweiligen Amtes in der Kirche, so trägt etwa der einer Feier vorstehende Priester eine Stola, bei manchen Feiern zum Ein- und Auszug auch das Birett zum Chorgewand.
Chorkleidung kann, neben der Albe, nach Maßgabe der jeweiligen Bischofskonferenzen auch von Akolythen, Ministranten und anderen liturgischen Diensten, die Laien sind, getragen werden.
Historisch leitet die Chorkleidung sich von den Gewändern ab, die in den letzten Jahrhunderten des Römischen Reiches in Gebrauch waren. Chorkleidung ist vor allem in der römisch-katholischen, der anglikanischen und der griechisch-orthodoxen Kirche in Gebrauch. Die protestantischen Kirchen haben außer den lutherischen Kirchen die Chorkleidung mit der Reformation aufgegeben.

## Chorkleidung in der römisch-katholischen Kirche

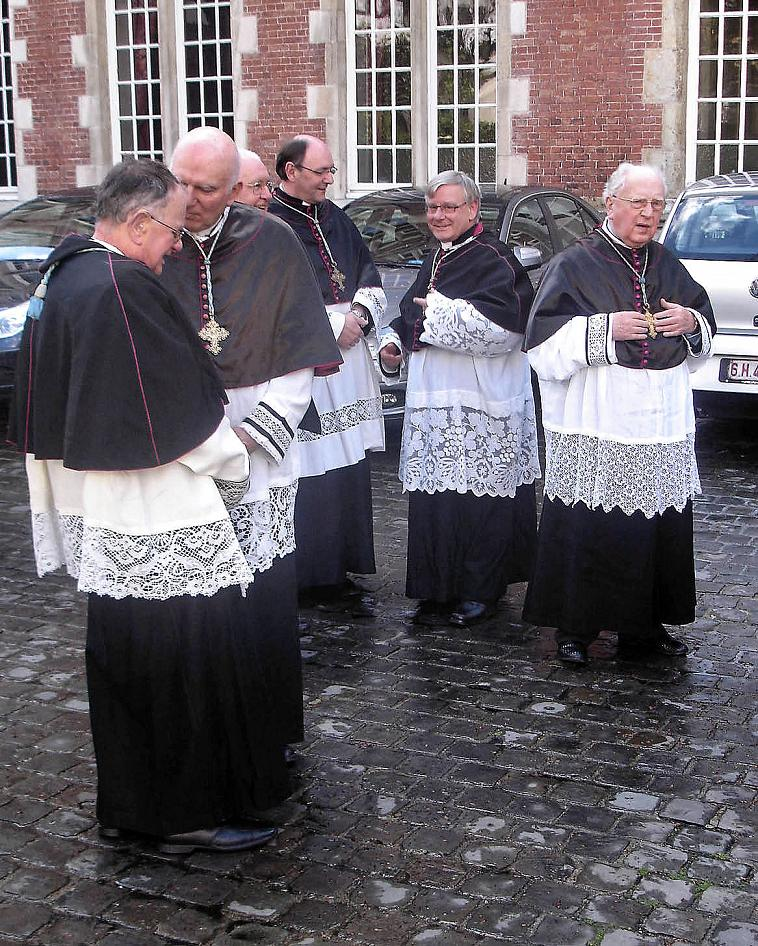
Römisch-katholische Kanoniker des Domkapitels der St.-Salvator-Kathedrale in Brügge (Belgien) in Chorkleidung.

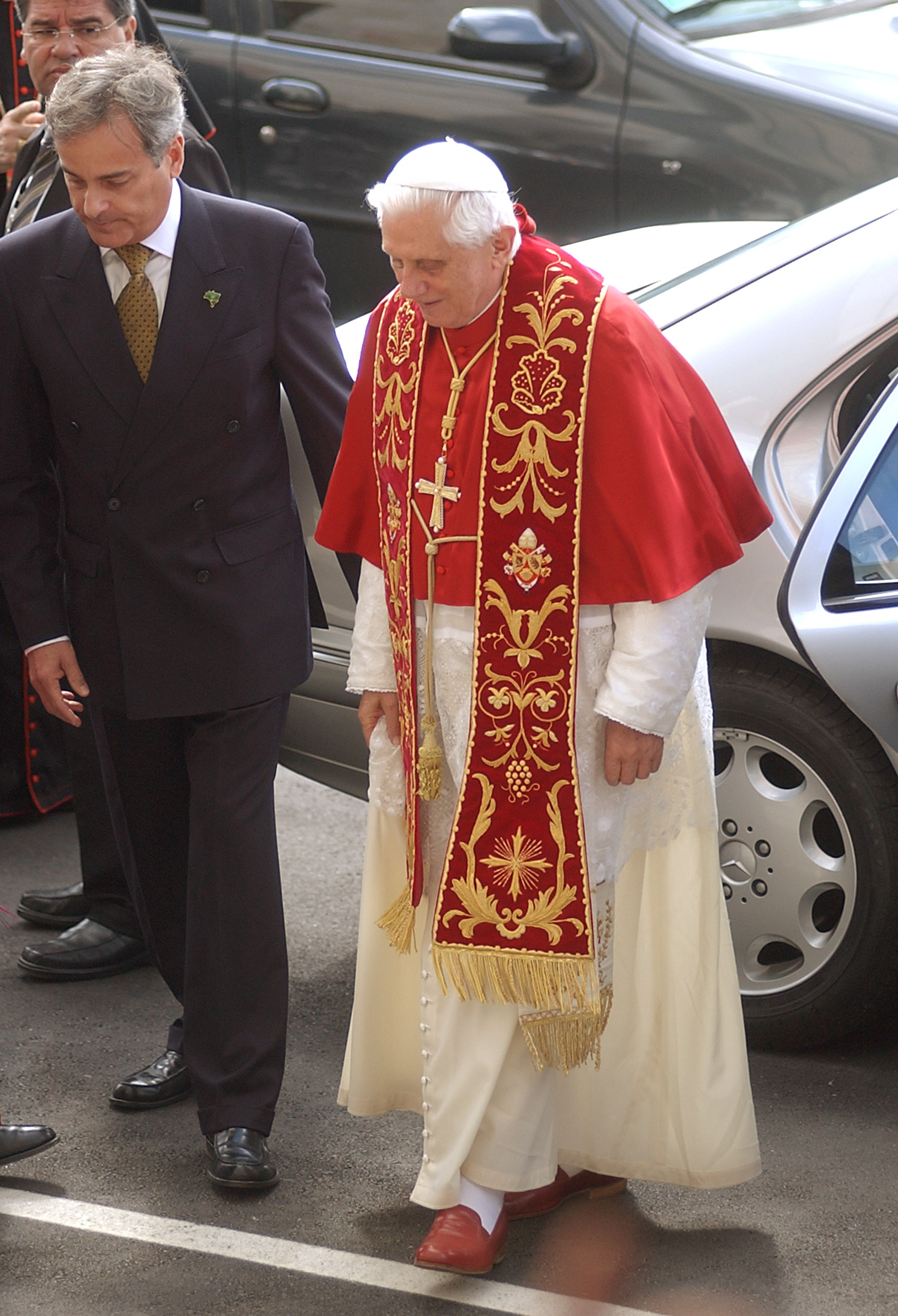
Papst Benedikt XVI. in Chorkleidung mit Stola bei seinem Brasilienbesuch im Jahr 2007

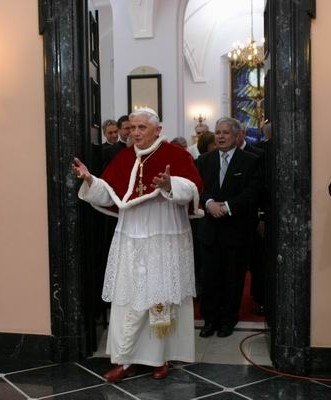
Benedikt XVI. mit winterlicher Mozzetta bei seinem Polenbesuch im März 2006

Für die Chorkleidung römisch-katholischer Kleriker wurden zum Teil nach dem Zweiten Vatikanischen Konzil detaillierte neue Verordnungen getroffen. Die Chorkleidung besteht hauptsächlich aus:
- der Soutane oder dem Talar mit oder ohne Zingulum;[4][5] falls der Kleriker einer Ordensgemeinschaft angehört, die einen Habit hat, trägt er anstelle der Soutane die Tunika der Ordenstracht.
- dem Chorhemd (oder dem Rochett, wenn der Träger ein Prälat ist)
- der Mozetta
- ggf. dem Birett als Kopfbedeckung

Priester mit päpstlichen Ehrentiteln tragen unter Umständen eine andere Soutane: schwarz mit violetten Borten, Knöpfen und Zingulum, während Ehrenprälaten und Apostolische Protonotare (Protonotarii Apostolici supra numerum) eine violette Soutane mit scharlachroten Borten und Knöpfen sowie ein violettes Zingulum tragen. Die frühere Vorschrift, eine violette Mantelletta und violette Strümpfe mit Schnallenschuhen zu tragen, wurde mit dem Zweiten Vatikanischen Konzil abgeschafft. Von Ehrenprälaten und Apostolischen Protonotaren wird eine schwarze Soutane mit amarantfarbenen Borten und Knöpfen und dem violetten Zingulum getragen. Apostolische Protonotare der päpstlichen Kurie (Protonotarii Apostolici de numero) tragen dagegen in der Liturgie die violette Soutane eines Bischofs mit einem Rochett und einer violetten Mantelletta. Kanoniker können, wenn das jeweilige Domkapitel dazu die päpstliche Erlaubnis hat, das Rochett tragen, mit einer Mozzetta, deren Farbe durch das jeweilige Kapitel bestimmt wird.
Bischöfe tragen eine violette Soutane mit scharlachroten Borten und ihr Brustkreuz, das an einem grünen und goldenen Band oder einer Kette befestigt ist, eine Mozzetta über dem Rochett und als Kopfbedeckung einen violetten Pileolus (zucchetto) unter dem Birett. Alternativ können Bischöfe auch eine schwarze Soutane mit rotem Besatz (roten Knöpfen, rot verbrämten Knopflöchern) tragen. Prälaten und Äbte einer Territorialabtei, Apostolische Administratoren und Apostolische Vikare dürfen, auch wenn sie nicht die Bischofsweihe haben, die Chorkleidung eines Bischofs tragen.
Ein Kardinal trägt eine scharlachrote Soutane mit einem Brustkreuz an rotem und goldenem Band oder Kette, eine rote Mozzetta über dem Rochett und dazu einen roten Pileolus. Die in früheren Zeiten übliche Vorschrift, eine Mantelletta, das rote Zingulum mit Quasten, den Tabarro (einen liturgischen Umhang) und rote Schnallenschuhe zu tragen, wurde aufgehoben.
Die Chorkleidung des Papstes besteht aus einer weißen Soutane und dem Rochett. Im Sommer trägt der Papst eine rote Mozzetta aus Seide, im Winter eine aus Samt mit weißem Fellsaum oder in der Osterzeit eine weiße Mozzetta aus Damast, ebenfalls mit weißem Fellsaum. Die letzten beiden Varianten wurden von den Päpsten bis zu Paul VI. benutzt und unter Benedikt XVI. wieder eingeführt. Das Brustkreuz des Papstes ist an einer goldenen Kette befestigt.
Der Chormantel (das Pluviale) und die Stola können über der Chorkleidung getragen werden, wenn beispielsweise ein Kleriker über die Spendung der Sakramente wacht (z. B. bei der kirchlichen Eheschließung, wenn diese nicht innerhalb einer Heiligen Messe stattfindet), bei der kirchlichen Begräbnisfeier oder wenn dieser dem Stundengebet vorsteht (z. B. kann der leitende Priester, der bei der Feier der Vesper in einem Seminar präsidiert, das Pluviale und die Stola über der Chorkleidung tragen).
|       |          |         |        |                                                          |                                                                     |
| Papst | Kardinal | Bischof | Diakon | Apostolischer Protonotar de numero der päpstlichen Kurie | Päpstlicher Ehrenprälat oder Apostolischer Protonotar supra numerum |

|                                    |
| Chorgewand verschiedener Kanoniker |

## Chorkleidung in den Ostkirchen

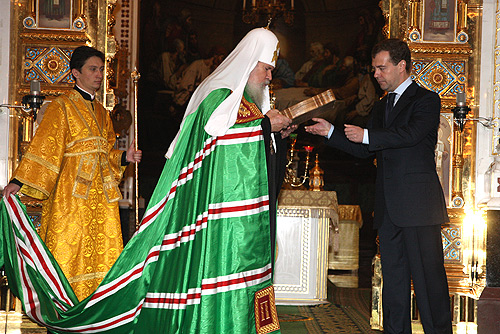
Patriarch Alexius II. mit Dmitri Medwedew in Moskau 2008

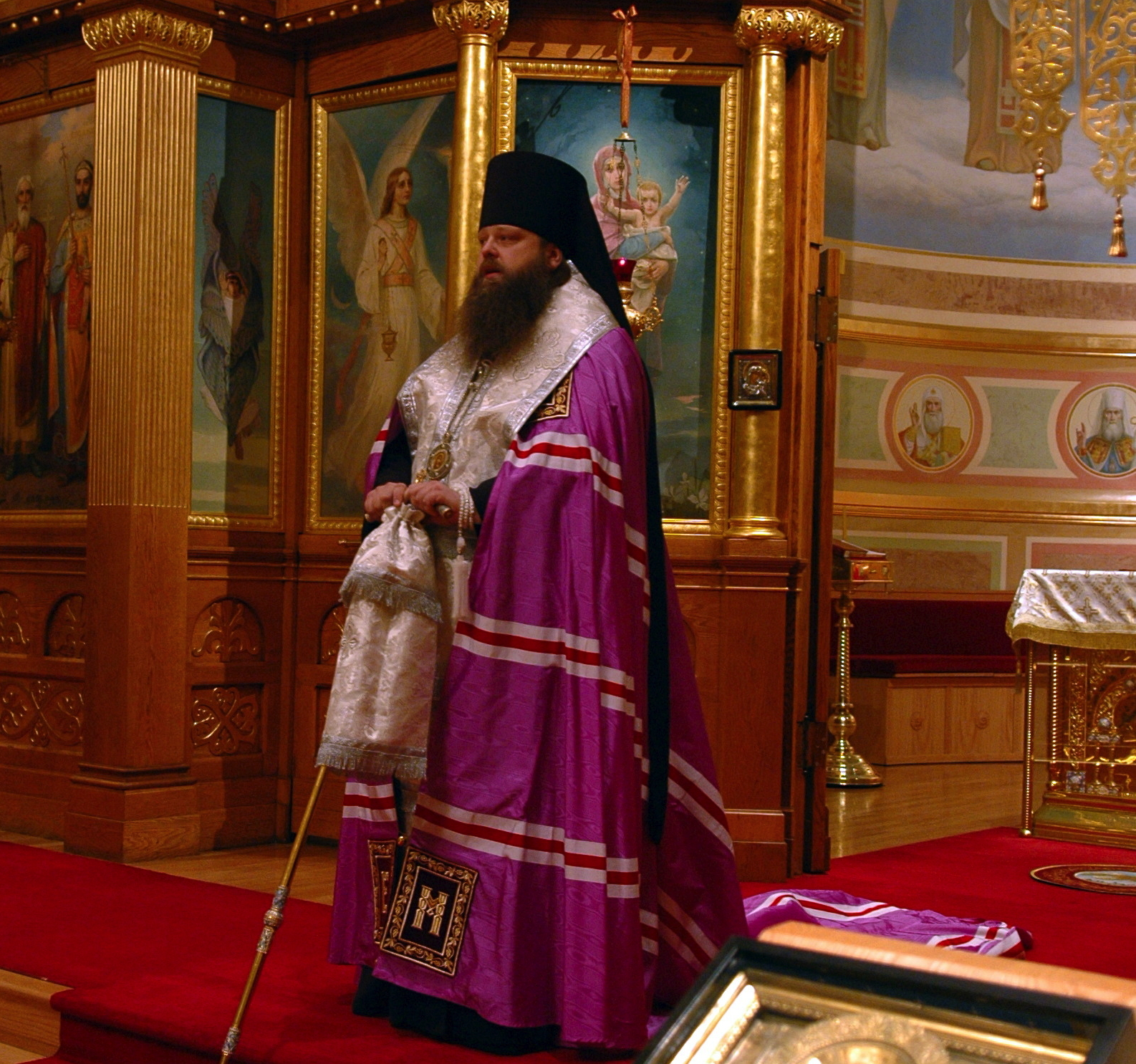
Bischof Mercurius von Zaraisk, Rektor der russisch-orthodoxen Saint Nicholas Cathedral (New York) im Jahr 2005

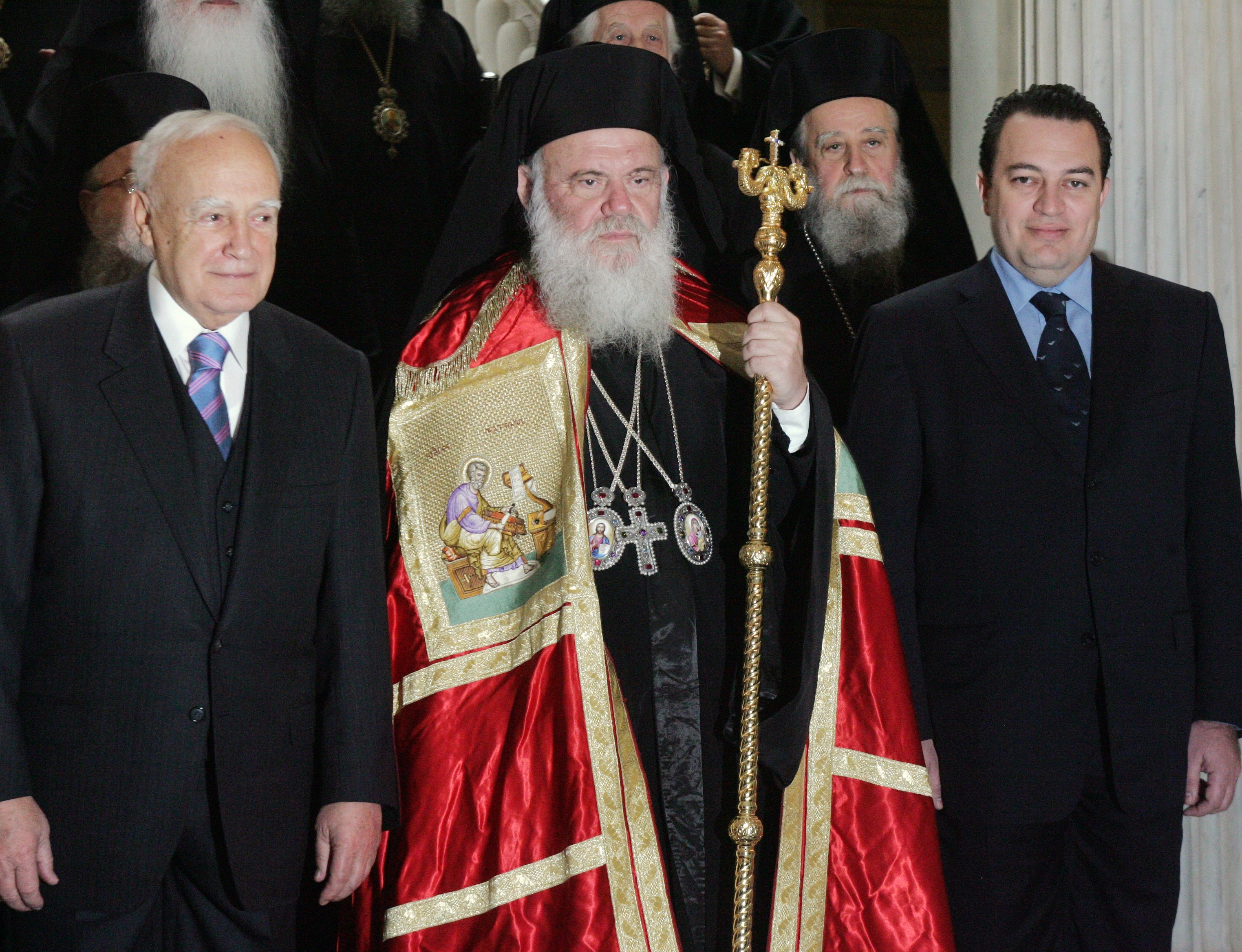
Erzbischof Hieronymos II. von Athen mit Präsident Papoulias (links, 2008)

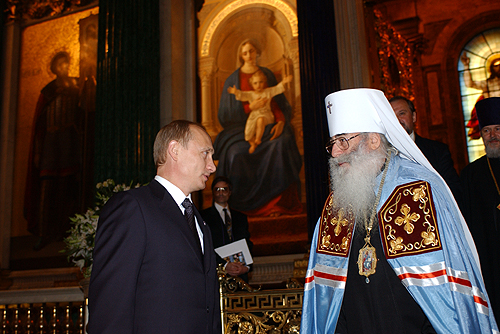
Metropolit Wladimir von Sankt Petersburg mit Wladimir Putin im Jahr 2003

Die Chorkleidung in den katholischen Ostkirchen, den orthodoxen Kirchen und den altorientalischen Kirchen ist relativ ähnlich. Über einer inneren Soutane (griechisch ζωστικο, Zostikon oder russisch подрясник, Podryasnik) wird eine langärmelige, meist schwarze äußere Soutane getragen (russisch ряса, Ryassa, griechisch εξώρασον, Exorason). Besonders in der griechischen Tradition wird anstelle des Exorason oft nur eine Weste (griechisch κοντόρασον, Kontorason) getragen. In der russisch-orthodoxen Kirche tragen verheiratete Kleriker häufig graue Kleidung, während Mönche schwarze Gewänder tragen. Während der Osterzeit wird häufig unter dem Gewand noch eine Albe getragen. Einige russische Metropoliten tragen bei der Feier der Göttlichen Liturgie eine weiße Soutane als Untergewand und darüber eine blaue.

### Katholische Ostkirchen und orthodoxe Kirchen
In den katholischen Ostkirchen und der Orthodoxie tragen Mönche einen langen schwarzen Umhang, die Mantija (мантия, μανδύας), der die gesamte darunter getragene Kleidung bedeckt. In der griechischen Tradition wird die Mantija nur zu bestimmten liturgischen Anlässen getragen. In der slawischen Kirchentradition tragen alle Mönche und Nonnen ab dem Rang eines Stavrophor („Kreuzträger“) die Mantija bei allen Diensten innerhalb des eigenen Klosters. Die Mantija eines Hegumen (Abtes) ist aus schwarzer Seide, die eines Archimandriten oder Bischofs aus farbiger Seide mit vier quadratischen Feldern, zwei davon im Brust/Hals-Bereich und zwei am Fußende. Die Mantija hat außerdem drei horizontale Streifen, die entweder golden (griechische Tradition) oder rot und weiß (slawische Tradition) sind.
Der zölibatäre Klerus trägt andere Kopfbedeckungen als der verheiratete. Verheiratete Kleriker tragen entweder ein farbiges Kamilavkion oder eine Skufia, während Mönche ein schwarzes Kamilavkion mit zugehörigem Kopfumhang (Epanokalimavkion), zusammen als Klobuk bezeichnet, tragen. Russische Erzbischöfe tragen ein juwelenbesetztes Kreuz an der Stirnseite ihres Klobuk, russische Metropoliten tragen einen weißen Klobuk, ebenfalls mit juwelenbesetztem Kreuz. Viele orthodoxe Patriarchen tragen eine rundliche Kopfbedeckung, das Koukoulion.
Priester, denen ein silbernes, goldenes oder juwelenbesetztes Brustkreuz zuerkannt wurde, tragen dieses zusammen mit ihrer Chorkleidung. Bischöfe tragen anstelle des Brustkreuzes eine Panagia (eine Ikone der Theotókos, der Gottesgebärerin). Erzbischöfe können beides tragen. Alle leitenden Bischöfe und auch einige rangniedere haben das Recht, ein Enkolpion (Brustbild mit der Ikone Christi), Brustkreuz und eine Panagia zu tragen.

#### Beispiele
Innerhalb der verschiedenen autokephalen Kirchen existieren verschiedene Kleidungstraditionen. Die folgenden Bilder zeigen Beispiele von Chorkleidungen der Ostkirchen.
|                      |                       |                    |                      |
| Patriarch (slawisch) | Metropolit (slawisch) | Bischof (slawisch) | Bischof (griechisch) |

|                                                |                                                                                                 |                                      |                                                      |                         |                              |                              |
| Priester im liturgischen Gewand für die Vesper | Priester (in den orthodoxen Kirchen tragen auch die Priester und Priestermönche ein Brustkreuz) | Priestermönch in Exorason mit Klobuk | Priester in grauem Zostikon und schwarzem Kontorason | orthodoxer Schima-Mönch | Mönch in Exorason mit Klobuk | Lektor in schwarzem Zostikon |

### Orientalisch-orthodoxe Kirchen
|                              |                            |                             | scenter                          |                     |
| Syrisch-orthodoxer Patriarch | Syrisch-orthodoxer Bischof | Syrisch-orthodoxer Priester | Syrisch-orthodoxer Priestermönch | Koptischer Priester |

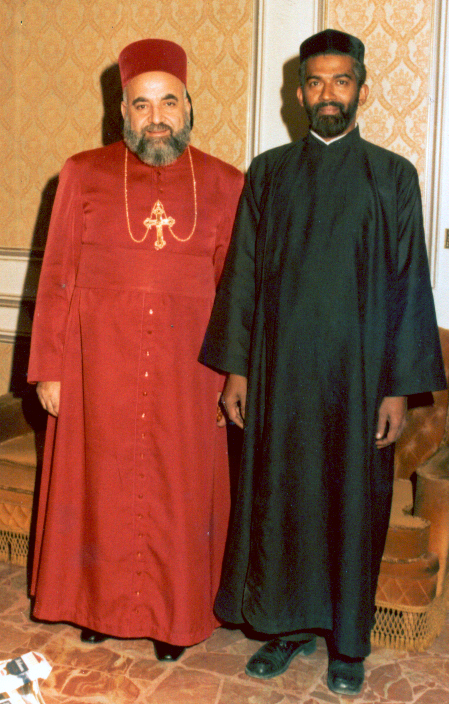
Der syrisch-orthodoxe Patriarch Ignatius Zakka I. Iwas (in roter Soutane) und ein Priester (in schwarzer Soutane).

In der syrisch-orthodoxen Kirche von Antiochien tragen Priester eine schwarze Kopfbedeckung (Phiro), ähnlich dem Pileolus der katholischen Kirche. Bei sakramentalen Handlungen tragen die Priester auch ihre Stola, das Epitrachelion.

## Chorkleidung in der anglikanischen Kirche

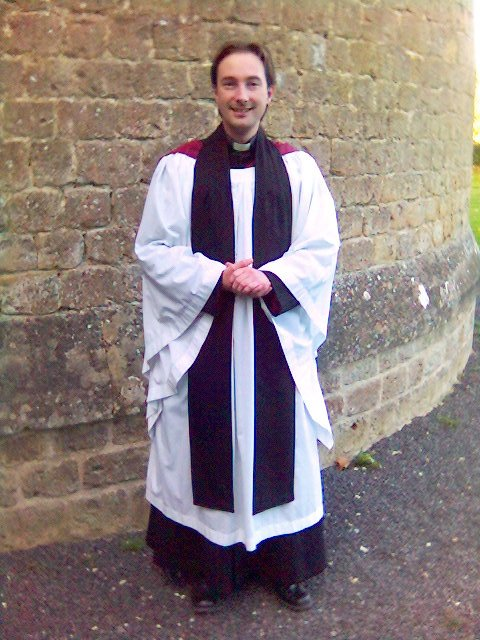
Ein anglikanischer Priester in Chorkleidung: Talar, Chorhemd und Pelerine. Auf den Schultern ist die dunkelrote „akademische Gugel“ (academic hood) erkennbar.

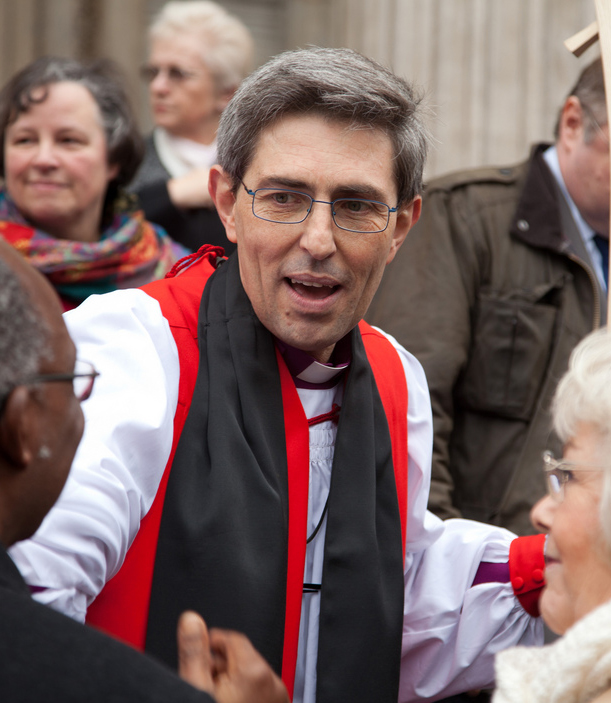
Der anglikanische Bischof von Winchester, Timothy Dakin, mit Chorhemd, roter Zimarra und schwarzer Pelerine (2012)

In der anglikanischen Tradition besteht die Chorkleidung üblicherweise aus Soutane, Chorhemd (Surplice, vom lateinischen superpelliceum, „über dem Pelz zu tragen“) und Pelerine. Bereits im 14. Jahrhundert hatte sich das anglikanische Chorhemd als Grundausstattung der Chorkleidung durchgesetzt. Das Book of Common Prayer in der Ausgabe von 1552 schrieb für die anglikanischen Geistlichen ausschließlich die Kleidung vor, die heute als anglikanische Chorkleidung bezeichnet wird, auch bei der Feier der Eucharistie. Die Ausgabe von 1559, unter Königin Elisabeth I., fügte die sogenannte Ornaments rubric hinzu, die vom Book of Common Prayer 1662 übernommen wurde und nach mancher Interpretation (vor allem durch die spätere Oxford-Bewegung) für die Messe statt der Chorkleidung auch die vorreformatorischen Messgewänder erlaubte: die Kasel, die Dalmatik, die Tunicella, die Albe, das Amikt und den Manipel. Bis zum 18. Jahrhundert waren diese Kleidungsstücke jedoch nicht in Gebrauch, allerdings wurde der Rauchmantel in Kathedralen und bei hohen Feierlichkeiten wie der Krönung getragen. Mit der Oxford-Bewegung im 19. Jahrhundert fanden diese altliturgischen Elemente in größeren Kirchen wieder vermehrt Eingang. In kleineren Kirchen blieb jedoch das Tragen der Chorkleidung auch bei der Messe üblich.
Der Talar ist für Priester und Diakone fast immer in schwarz gehalten. Der traditionelle anglikanische Talar ist zweireihig, aber viele anglikanische Geistliche, insbesondere solche, die der katholischen Tradition näherstehen, bevorzugen eine Soutane, wie sie in der lateinischen Kirche vorwiegend getragen wird. Der Talar wird mit einem Zingulum getragen, das die Form einer Schärpe oder eines einfachen Gürtels haben kann. Darüber wird ein Chorhemd getragen, das deutlich länger ausfällt als in der katholischen Tradition. Traditionell wird eine „akademische Gugel“ (academic hood) um die Schultern und im Rücken getragen, verbunden mit einer schwarzen Pelerine, die wie eine Stola aussieht, aber keine ist, oder einem Halstuch. Einige Kleriker tragen Beffchen. Die traditionelle Kopfbedeckung des anglikanischen Klerus ist die Canterbury cap, die allerdings nicht während des Gottesdienstes getragen wird. Selten wird auch das Birett oder ein Doktorhut getragen.
Zeitweise wurde beim anglikanischen Morgen- und Abendgebet nur ein schwarzer Talar getragen und das Tragen des Chorhemds für die Heilige Messe reserviert. Diese Kleidungstradition besteht heute noch in der Church of Scotland und in anderen reformierten und presbyterianischen Kirchen fort.
Lektoren tragen bei liturgischen Anlässen häufig eine blaue (England) oder schwarze (Vereinigte Staaten) Pelerine. Bei der Heiligen Messe sind für Lektoren verschiedene Kleidungstraditionen gebräuchlich.
Anglikanische Bischöfe tragen normalerweise eine violette Soutane. Über dieser tragen sie anstelle des Chorhemdes das Rochett mit einer roten oder blauen Zimarra mit dazu passenden Ärmeln, schwarzer Pelerine und gelegentlich einer „akademischen Gugel“. Bei der Heiligen Messe tragen sie gewöhnlich Albe, Stola und Kasel, wenn es den Traditionen der Pfarrei entspricht, oder ein Pluviale mit Mitra mit zwei Schleifen, die nach hinten fallen. In stärker evangelisch orientierten Diözesen oder Pfarreien wird normale Chorkleidung getragen.
Anglikanische Bischöfe tragen normalerweise ein Brustkreuz an einer Kette und einen Bischofsring.
|         |                                        |                      |        |
| Bischof | Kanoniker (Farbe der Soutane variiert) | Priester oder Diakon | Lektor |